# Lợi nhuận kế toán trung bình
Lợi nhuận kế toán trung bình (AAR) là lợi nhuận trung bình của dự án sau thuế và khấu hao, chia cho giá trị sổ sách trung bình của khoản đầu tư trong suốt vòng đời. Cách tiếp cận để đưa ra các quyết định về ngân sách chi phí bao gồm lợi nhuận kế toán trung bình (AAR). Có rất nhiều định nghĩa khác nhau của AAR. Tuy nhiên, ở dạng này hay dạng khác, AAR luôn được định nghĩa như sau: Một số chỉ tiêu về lợi nhuận kế toán trung bình được chia cho một số giá trị kế toán trung bình. Định nghĩa cụ thể chúng ta sẽ sử dụng là: Thu nhập ròng trung bình chia cho Giá trị sổ sách trung bình. Đó là các loại quy tắc quyết định chấp nhận hoặc từ chối dự án tài chính. Để quyết định giá trị của các dự án này, nó cần tỉ lệ cắt giảm. Tỷ lệ này là loại hạn chót cho dù dự án này có tạo ra thu nhập ròng hay lỗ ròng.
Có ba bước để tính toán AAR. 
Thứ nhất, xác định thu nhập ròng trung bình của mỗi năm trong vòng đời của dự án. Thứ hai, xác định đầu tư trung bình, mất khấu hao vào tài khoản. Thứ ba, xác định AAR bằng cách chia mức thu nhập ròng trung bình cho một khoản đầu tư trung bình. Sau khi xác định AAR, so sánh với tỷ lệ cắt mục tiêu. Ví dụ, nếu AAR xác định là 20%, và cho tỷ lệ cắt giảm là 25%, thì dự án này nên bị từ chối. Vì AAR thấp hơn mức cắt giảm vì vậy dự án này sẽ không kiếm đủ thu nhập ròng để trang trải chi phí ban đầu. Lợi nhuận kế toán trung bình (AAR) không có lợi thế và bất lợi. Ưu điểm; Nó dễ tính toán hơn các quy tắc về quyết định ngân sách. Nó chỉ cần dữ liệu thu nhập ròng và giá trị sổ sách của khoản đầu tư trong suốt cuộc đời của nó. Một lợi thế là thông tin cần thiết thường sẽ có sẵn. Bất lợi; nó không mất thời gian giá trị tiền vào tài khoản. Khi chúng ta trung bình số liệu xuất hiện vào những thời điểm khác nhau, chúng ta đang đối xử tương lai gần và tương lai xa hơn theo cùng một cách. Vì vậy, không có dấu hiệu rõ ràng về lợi nhuận. Và cũng nên sử dụng một tỷ lệ cắt giảm điểm chuẩn tùy ý là loại điều bất lợi. Những bất lợi cuối cùng là dựa trên thu nhập ròng kế toán và giá trị sổ sách chứ không phải dòng tiền và giá trị thị trường.